# Kazma SC
Der Kazma SC (arabisch كاظمة, DMG Kāẓima) ist ein Sportverein aus Kuwait, Hauptstadt des Emirats Kuwait. Der Verein spielt in der höchsten Liga des Landes, der Kuwaiti Premier League. Seine Heimspiele trägt der Verein im Al-Sadaqua Walsalam Stadion aus. Gegründet wurde der Verein 1964. Seinen letzten Meistertitel gewann der viermalige Meister 1996. Der ehemalige Duisburger Spieler Theo Bücker war von 1997 bis 1999 Trainer des Vereins. Unter ihm konnte letztmals 1998 der Kuwait Emir Pokal gewonnen werden.

## Vereinserfolge

### National
- Kuwaiti Premier League

Meister 1986, 1987, 1994, 1996
- Kuwait Emir Cup: 1982, 1984, 1990, 1995, 1997, 1998, 2011, 2022

- Kuwait Crown Prince Cup: 1995

## Trainer
- Eddie Firmani (1985–1990)
- Milan Máčala (1994–1996, 2010–2012)
- Theo Bücker (1997–1999)
- Johan Boskamp (2004–2005)
- Ilie Balaci (2009–2010)
- Marinko Koljanin (2011–2012)
- Miodrag Radulović (2012–2013)
- Jacenir Silva (2013–2015)
- Florin Motroc (2015–2017)
- António José Conceição Oliveira (2017–2018)